# Gruppo Comet
Il Gruppo Comet è un'azienda italiana attiva nella distribuzione di materiale elettrico per clienti professionisti, e nella rivendita di elettrodomestici ed elettronica di consumo per il consumatore finale.

## Storia
È nata ufficialmente nel 1967 a Bologna da Giancarlo Orbellanti e Sante Cervellati (attualmente solo della famiglia Cervellati) partendo da un piccolo negozio in via Ranzani a Bologna (Cervellati - Orbellanti Materiale elettrico)  per poi espandersi in tutta l'Emilia-Romagna come catena di negozi di vendita di televisori, di elettronica e di magazzini di materiale elettrico all'ingrosso e al dettaglio, articolandosi tramite filiali ed aziende partecipate; inoltre, il gruppo ha rivestito anche funzioni di gruppo di acquisto facendo delle gestioni logistiche e multi-filiali.
Il Gruppo Comet gestisce una rete di 127 punti di vendita, e la rete è così composta

:
- 84 magazzini di distribuzione elettrica[4][5][6][7]
- 44 punti di vendita al dettaglio di elettrodomestici[3]
- 19 sono a destinazione mista
- 3 Centri Logistici

A partire dal gennaio del 2020 il Gruppo Comet è entrato a far parte, assieme al Gruppo Sme, del Gruppo Euronics, mantenendo comunque la propria insegna.

## Format
Un negozio di punta a marchio Comet comprende tre macro-reparti:
- un'area fisicamente aperta al pubblico incentrata sull'elettronica di consumo, informatica, elettrodomestici, casalinghi tradizionali, e prodotti di intrattenimento (in formato self-service per i prodotti di più modeste dimensioni e valore, altrimenti tramite emissione di buono da pagare in cassa prima del ritiro del prodotto);
- un magazzino con vendita al banco di materiale elettrico ed altri prodotti prettamente professionali, servente anche i privati (con pre-pagamento in cassa) ma focalizzato sulle vendite con fattura ad elettricisti ed industrie. Gli orari di apertura delle due divisioni non sono necessariamente coincidenti, mentre è spesso previsto un ingresso di servizio dedicato ai professionisti per facilitare il carico delle merci.
- un'esibizione di articoli di illuminotecnica, facente capo alla divisione ingrosso.

Questa separazione è ancora più evidente nel sito Internet dell'azienda, in cui le due clientele, con le relative categorie merceologiche, vengono completamente segregate su due domini (comet.it e gruppocomet.it).
Non tutti i negozi Comet comprendono sia la parte consumer che quella professionale, mentre tutti quelli a marchio Comet-SimeVignuda, RemaTarlazzi e Comet-MariniPandolfi offrono solo quest'ultima.

## Comet nelle regioni
Le regioni in cui il Gruppo Comet è presente sono dieci:
- Abruzzo[6]
- Toscana[3][7]
- Umbria[6]
- Marche[3][6]
- Liguria[7]
- Lombardia[3][4]
- Veneto[3][4][5]
- Friuli-Venezia Giulia[5]
- Trentino-Alto Adige[5]
- Emilia-Romagna[3][4]

In particolare, la regione in cui Comet è maggiormente concentrata è quest'ultima, seguita dalle regioni adriatiche, dalla Toscana e dal Veneto.
Nonostante il nome, non ha nessuna relazione con l'omonimo dettagliante inglese di elettrodomestici.